# Un mondo senza povertà
Un mondo senza povertà (Vers un nouveau capitalisme) è un saggio del premio Nobel per la pace Muhammad Yunus del 2008.
In questa opera Yunus propone la diffusione del business sociale come punto di partenza per estirpare la povertà mondiale.

## Edizioni
- Muhammad Yunus, Vers un nouveau capitalisme, Parigi, JC Lattès, 2008.
- Muhammad Yunus, Un mondo senza povertà, Milano, Giangiacomo Feltrinelli Editore, 2008. ISBN 978-88-07-17148-2